# Rhizocarpon cinereovirens
Rhizocarpon cinereovirens är en lavart som först beskrevs av Johannes Müller Argoviensis, och fick sitt nu gällande namn av Vain. Rhizocarpon cinereovirens ingår i släktet Rhizocarpon och familjen Rhizocarpaceae.  Arten är reproducerande i Sverige. Inga underarter finns listade i Catalogue of Life.